# Aramaio
Aramaio är en kommun i Spanien. Den ligger Álavaprovinsen i södra delen av den autonoma regionen Baskien i norra delen av landet, 290 km norr om huvudstaden Madrid. Antalet invånare är 1 381 (2024). Arean är 73,09 kvadratkilometer. Aramaio gränsar till Legutio, Otxandio, Abadiño, Atxondo, Elorrio, Mondragón, Aretxabaleta, Eskoriatza och Leintz-Gatzaga. 